# Ljubešćica
Ljubešćica (kajkavski Ljubreščica) je općina u Hrvatskoj.

## Zemljopis
Ljubešćica se nalazi sedamdesetak kilometara sjeveroistočno od Zagreba. Općina Ljubešćica je manjim dijelom smještena u dolini Bednje (sjeverozapadni nizinski dio), a većim dijelom na sjevernim padinama Kalnika. Prostorna struktura Općine karakteristična je za Hrvatsko zagorje.

## Stanovništvo
Prema popisu iz 2001. godine općina Ljubešćica imala je 1959 stanovnika raspoređenih u 5 naselja:
- Kapela Kalnička – 308
- Rakovec – 125
- Ljubelj – 76
- Ljubelj Kalnički – 150
- Ljubešćica – 1300

| broj stanovnika | 1699  | 1734  | 1830  | 1866  | 2046  | 2231  | 2205  | 2313  | 2552  | 2548  | 2479  | 2330  | 2152  | 2116  | 1959  | 1858  | 1689  |
|                 | 1857. | 1869. | 1880. | 1890. | 1900. | 1910. | 1921. | 1931. | 1948. | 1953. | 1961. | 1971. | 1981. | 1991. | 2001. | 2011. | 2021. |

| broj stanovnika | 1213  | 1206  | 1279  | 1292  | 1421  | 1490  | 1461  | 1543  | 1523  | 1558  | 1492  | 1460  | 1358  | 1369  | 1300  | 1261  | 1211  |
|                 | 1857. | 1869. | 1880. | 1890. | 1900. | 1910. | 1921. | 1931. | 1948. | 1953. | 1961. | 1971. | 1981. | 1991. | 2001. | 2011. | 2021. |

## Uprava
Za općinskog načelnika Općine Ljubešćica na lokalnim izborima 2013. izabran je Nenad Horvatić (HDZ) sa 74,93% glasova.

## Poznate osobe
- Stjepan Fridl, po ocu podrijetlom iz Ljubešćice
- Luka Ivanušec, nogometni reprezentativac

## Spomenici i znamenitosti
- Spomenik braniteljima poginulim u Domovinskom ratu podignut je 2003. godine u čast braniteljima iz Ljubešćice, koji su darovali svoj život za Hrvatsku: Dražen Klarić, Mleden Horvatić. Josip Dvorski te Josip Ivanušec.
- Župna crkva Majke Božje Snježne smještena je uz cestu Novi Marof – Varaždinske Toplice. Prvi pisani tragovi o toj crkvi nalaze se u zapisima iz 1724. godine. Crkva je jednobrodna barokna građevina s polukružnom apsidom. Glavni oltar posvećen je Gospi Snježnoj. S lijeve strane se nalazi oltar Ranjenog Isusa, a s desne strane oltar sv. Antuna Pusinjaka, opata.
- Kip blaženog Alojzija Stepinca postavljen je s lijeve strane ulaza u crkvu te blagoslovljen 2000. godine. Na spomeniku piše: " U godini Velikog jubileja - kao poticaj na vjernost Bogu, Crkvi, domovini - podižu svećenici rodom iz Ljubešćice.
- Raspelo i kip Majke Božje u Ruškovcu postavljeni su u mračnom klancu potoka Ruškovec (Hruškovec), uz cestu koja spaja Ljubešćicu i Kalnik. Preko potoka napravljen je mostić, a uz potok postavljeni su stolovi i klupe.

## Obrazovanje
- Osnovna škola Ljubešćica

## Kultura
Ljubešćica je u prošlosti bila poznata kao veliko sajmište. Svakog prvog utorka u mjesecu održavao se sajam stoke. Sama grofica Eleonora Patačić na dvoru je ishodila dozvolu da se sajmovi održavaju 15 puta godišnje. Tako je ostalo sve do 70-tih godina kad postupno prestaje bavljenje stočarstvom.
Tako se u tim sajmenim danima mnogo trgovalo te su se nakon prodaje blaga davala ruku na ruku. Tako je nastao ples "Puckaš" koji je postao autohtoni ljubeški ples.

## Šport
- Malonogometni klub "Ljubešćica"
- Stolnoteniski klub "Ljubešćica"
- Lovačko društvo "Vepar"
- Športsko ribolovno društvo "Diver"
- Biciklistički klub "Start"

## Vanjske poveznice
- Službene stranice  Arhivirana inačica izvorne stranice od 24. siječnja 2020. (Wayback Machine)
- Osnovna škola Ljubešćica  Arhivirana inačica izvorne stranice od 28. siječnja 2010. (Wayback Machine)